# Hemiksem
Hemiksem is een gemeente in de Belgische provincie Antwerpen. Hemiksem telt ruim 12.000 inwoners. Het dorp ligt op de rechteroever van de Schelde, enkele kilometers ten zuiden van de stad Antwerpen. Hemiksem ligt in de Rupelstreek en behoort tot het kieskanton en het gerechtelijk kanton Boom.

## Geografie

### Aangrenzende gemeenten
| Aangrenzende gemeenten | Aangrenzende gemeenten | Aangrenzende gemeenten | Aangrenzende gemeenten | Aangrenzende gemeenten |
| ---------------------- | ---------------------- | ---------------------- | ---------------------- | ---------------------- |
|                        |                        | Antwerpen              |                        | Antwerpen              |
|                        |                        |                        |                        |                        |
| Kruibeke               | Aartselaar             |                        |                        |                        |
|                        |                        |                        |                        |                        |
|                        |                        | Schelle                |                        |                        |

## Geschiedenis

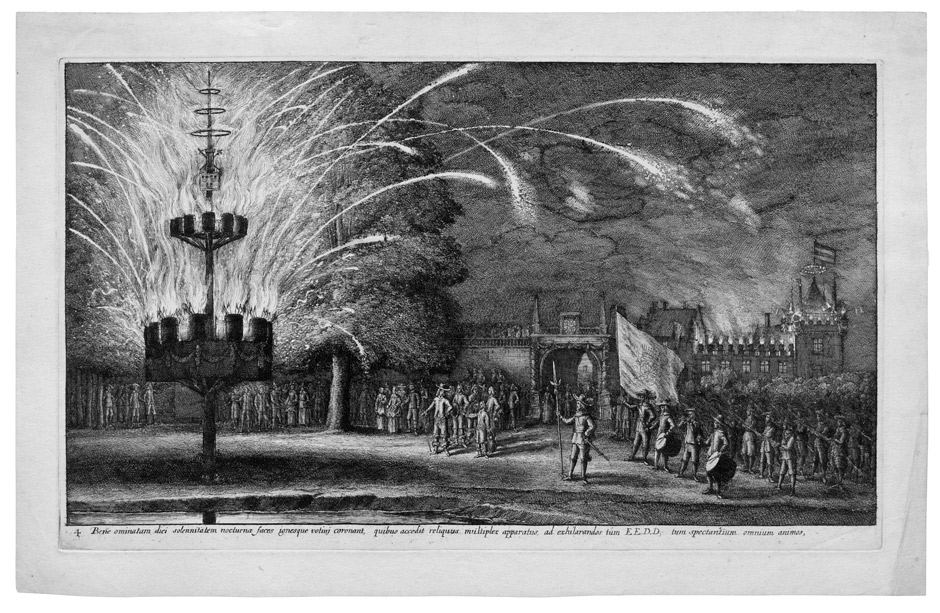
"Das Feuerwerk in Hemissen" uit de serie Empfang des Grafen von Thurn und Taxis in Hemissen (1650) van Wenceslaus Hollar

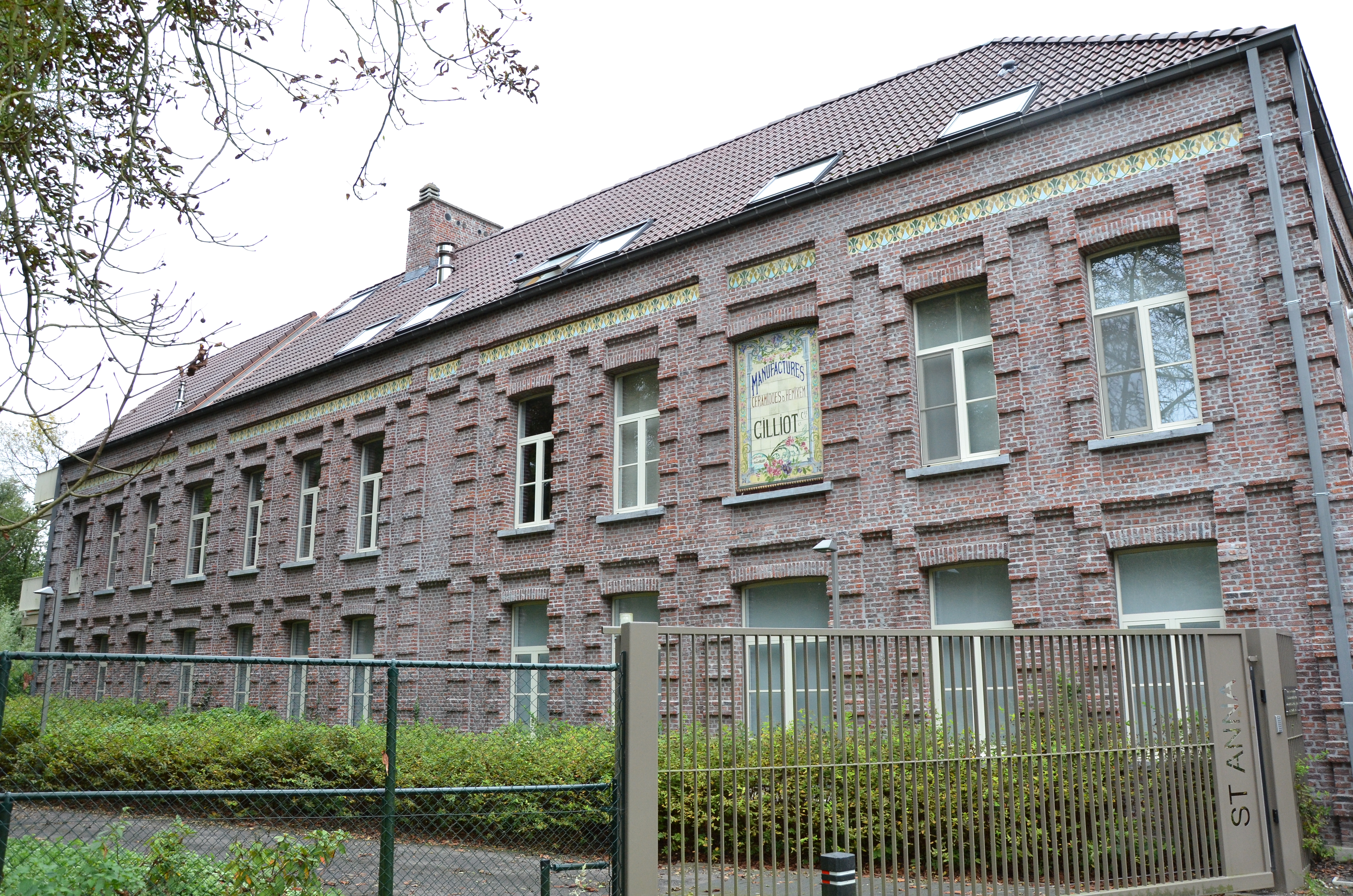
Kantoorgebouw van de keramiekfabriek

Ten zuiden van Hemiksem ligt de Benedenvliet (Grote Struisbeek) die uitmondt in de Schelde en de grens vormt met buurgemeente Schelle. De Benedenvliet, die oorspronkelijk een tijgebonden, tot aan het Waterslot Cleydael bevaarbare waterloop was, speelde van oudsher een belangrijke rol bij de economische ontwikkeling en afwatering van de Rupelstreek. Aan de noordelijke oever van de Bovenvliet (het stroomopwaartse, tweede segment van de Benedenvliet) ontstond in de vroege middeleeuwen de eerste nederzettingskern van Hemiksem, het gehucht Kerkeneinde. In dit lager gelegen, zuidoostelijke gedeelte van de gemeente, aan de huidige Cleydaellaan nummer 1, bevond zich de oorspronkelijke Sint-Niklaaskerk (Hemiksem). Aangezien het verafgelegen kerkje regelmatig door de nabijgelegen Vliet werd overstroomd, werd het in 1772 afgebroken en noordwaarts verplaatst naar de huidige gemeenteplaats in het centrum. Hemiksem werd voor het eerst vermeld in 1155, en wel als Hamincsem. In 1243 kwamen de cisterciënzers vanuit Vremde naar Hemiksem en stichtten daar de Sint-Bernardusabdij, die tevens het bestuur van de heerlijkheid Hemiksem in handen kreeg.
Hemiksem behoorde aanvankelijk tot de parochie van Kontich en werd in 1246 een zelfstandige parochie. Het patronaatsrecht was in bezit van de Abdij van Lobbes. Van 1570-1720 kwam het patronaatsrecht aan de Graven van Cantecroy, onder Antoine Perrenot de Granvelle.
In Kerkeneinde bevonden zich ook de steenbakkerijen, die in 1358 voor het eerst werden vermeld. Deze waren in handen van de Hemiksemse Sint-Bernardusabdij. Vanaf de 15e eeuw werd melding gemaakt van tal van steenbakkerijen. De godsdienstoorlogen leidden tot terugloop van deze activiteit. Ook de opkomst van steenbakkerijen langs de Rupel leidde tot zware concurrentie, waardoor het aantal steenbakkerijen drastisch terugliep. Einde 18e eeuw was er nog één steenbakkerij, en die was in bezit van de abdij. De bevolking ging weer meer aan landbouw doen en er ontstonden buitenhuizen in de 17e en 18e eeuw, zoals Herbeke, Terlocht, Heemsdael, Mockenborgh, Brackegem en Hoogpoorte.
Vanaf 1826 werden er weer steenbakkerijen in gebruik genomen en van 1850-1870 was er zelfs sprake van een bloeiperiode en navenante bevolkingstoename. De steenfabrieken leverden aan de uitbreiding van Antwerpen en de bouw van de Stelling van Antwerpen. Na 1874 kwam er weer achteruitgang in de baksteenindustrie.
In 1879 werd de spoorlijn van Antwerpen-Zuid naar Mechelen geopend. Vanaf 1880 leidde dit tot verregaande industrialisatie: fabrieken voor vetverwerking, draadtrekkerij, productie van glas, verf en keramiek vestigden zich. Later kwamen ook scheepstimmerwerven (Le Vulcain Belge), metaalindustrie, chemie en cementproductie in Hemiksem. Vaak kwam de industrie op terreinen van de voormalige buitenplaatsen of steenbakkerijen. De laatste baksteenindustrie verdween in 1945.
Langs de Schelde ontstond zo een industriezone. Daar vond men (1980): metaal- en betonindustrie, scheepswerf Chantiers Naval, draadtrekkerij Bekaert-Cockerill, chemicaliën, opslag en verwerking van plantaardige oliën en dergelijke. Ook de bevolking van Hemiksem nam dientengevolge toe.

## Bezienswaardigheden

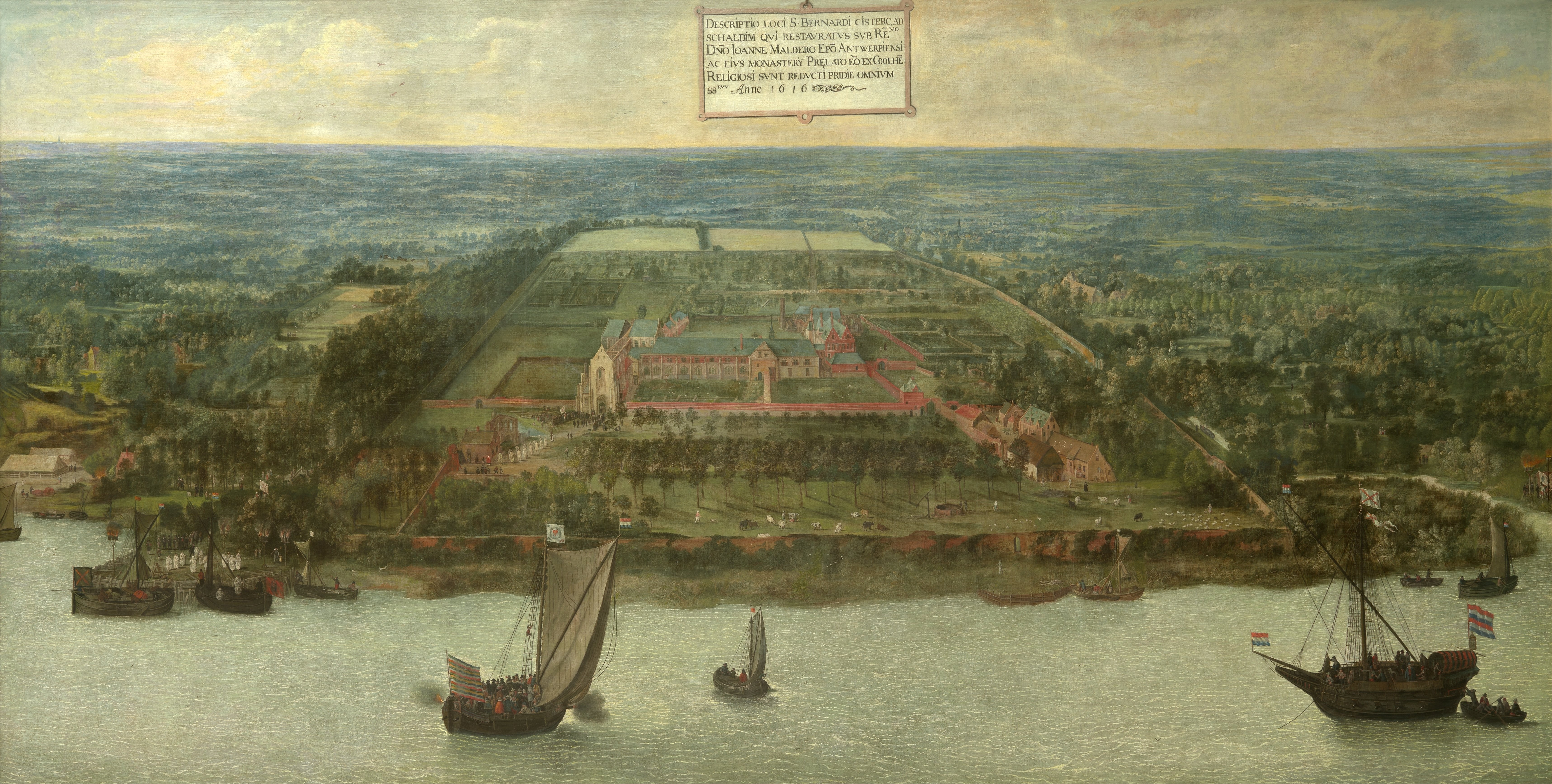
De Sint Bernardusabdij (1616) door Jan Wildens in het KMSKA te Antwerpen

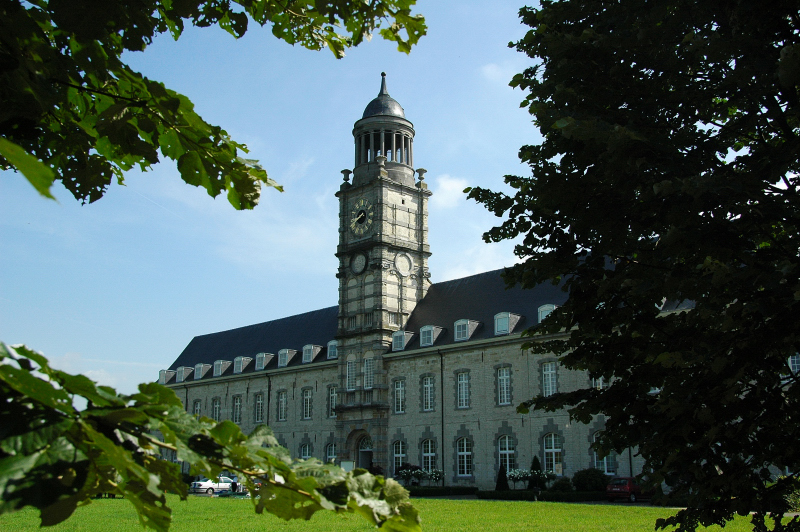
Sint Bernardusabdij

- De Sint-Bernardusabdij werd in 1243 door de Cisterciënzers gesticht. In de abdij bevinden zich onder meer:
  - Heemmuseum "Ontrent den hover"
  - Gilliot & Roelants Tegelmuseum
- De Sint-Niklaaskerk
- Het Kasteel Hemiksemhof

## Natuur en landschap
Hemiksem ligt aan de Benedenschelde. In het zuiden van de gemeente, ter hoogte van de Sint-Bernardusabdij, mondt de Benedenvliet (Grote Struisbeek) uit in de Schelde.
Het domein van Kasteel Hemiksemhof is het belangrijkste natuurgebied.

## Demografie

### Demografische ontwikkeling
- Bronnen:NIS, Opm:1806 tot en met 1981=volkstellingen; 1990 en later= inwonertal op 1 januari

| Inwoners van jaar tot jaar op 1 januari 1992 tot heden | Inwoners van jaar tot jaar op 1 januari 1992 tot heden | Inwoners van jaar tot jaar op 1 januari 1992 tot heden |
| jaar                                                   | Aantal                                                 | Evolutie: 1992=index 100                               |
| ------------------------------------------------------ | ------------------------------------------------------ | ------------------------------------------------------ |
| 1992                                                   | 9.339                                                  | 100,0                                                  |
| 1993                                                   | 9.320                                                  | 99,8                                                   |
| 1994                                                   | 9.283                                                  | 99,4                                                   |
| 1995                                                   | 9.298                                                  | 99,6                                                   |
| 1996                                                   | 9.236                                                  | 98,9                                                   |
| 1997                                                   | 9.195                                                  | 98,5                                                   |
| 1998                                                   | 9.251                                                  | 99,1                                                   |
| 1999                                                   | 9.161                                                  | 98,1                                                   |
| 2000                                                   | 9.151                                                  | 98,0                                                   |
| 2001                                                   | 9.112                                                  | 97,6                                                   |
| 2002                                                   | 9.225                                                  | 98,8                                                   |
| 2003                                                   | 9.319                                                  | 99,8                                                   |
| 2004                                                   | 9.436                                                  | 101,0                                                  |
| 2005                                                   | 9.550                                                  | 102,3                                                  |
| 2006                                                   | 9.663                                                  | 103,5                                                  |
| 2007                                                   | 9.755                                                  | 104,5                                                  |
| 2008                                                   | 9.866                                                  | 105,6                                                  |
| 2009                                                   | 10.047                                                 | 107,6                                                  |
| 2010                                                   | 10.166                                                 | 108,9                                                  |
| 2011                                                   | 10.318                                                 | 110,5                                                  |
| 2012                                                   | 10.605                                                 | 113,6                                                  |
| 2013                                                   | 10.765                                                 | 115,3                                                  |
| 2014                                                   | 10.866                                                 | 116,4                                                  |
| 2015                                                   | 11.040                                                 | 118,2                                                  |
| 2016                                                   | 11.148                                                 | 119,4                                                  |
| 2017                                                   | 11.233                                                 | 120,3                                                  |
| 2018                                                   | 11.368                                                 | 121,7                                                  |
| 2019                                                   | 11.559                                                 | 123,8                                                  |
| 2020                                                   | 11.634                                                 | 124,6                                                  |
| 2021                                                   | 11.722                                                 | 125,5                                                  |
| 2022                                                   | 11.812                                                 | 126,5                                                  |
| 2023                                                   | 12.105                                                 | 129,6                                                  |
| 2024                                                   | 12.396                                                 | 132,7                                                  |
| 2025                                                   | 12.428                                                 | 133,1                                                  |

## Politiek

### Structuur
De gemeente Hemiksem ligt in het kieskanton Boom, het provinciedistrict Boom, het kiesarrondissement Antwerpen en ten slotte de kieskring Antwerpen.
| Hemiksem         | Hemiksem         | Supranationaal         | Nationaal                         | Nationaal           | Gemeenschap         | Gewest              | Provincie           | Arrondissement  | Provinciedistrict | Kanton          | Gemeente        |
| ---------------- | ---------------- | ---------------------- | --------------------------------- | ------------------- | ------------------- | ------------------- | ------------------- | --------------- | ----------------- | --------------- | --------------- |
| Administratief   | Niveau           | Europese Unie          | België                            | België              | Vlaanderen          | Vlaanderen          | Antwerpen           | Antwerpen       | Antwerpen         | Antwerpen       | Hemiksem        |
| Administratief   | Bestuur          | Europese Commissie     | Belgische regering                | Belgische regering  | Vlaamse regering    | Vlaamse regering    | Deputatie           | Deputatie       | Deputatie         | Deputatie       | Gemeentebestuur |
| Administratief   | Raad             | Europees Parlement     | Kamer van volksvertegenwoordigers | Vlaams Parlement    | Vlaams Parlement    | Vlaams Parlement    | Provincieraad       | Provincieraad   | Provincieraad     | Provincieraad   | Gemeenteraad    |
| Kiesomschrijving | Kiesomschrijving | Nederlands Kiescollege | Kieskring Antwerpen               | Kieskring Antwerpen | Kieskring Antwerpen | Kieskring Antwerpen | Kieskring Antwerpen | Antwerpen       | Boom              | Boom            | Hemiksem        |
| Verkiezing       | Verkiezing       | Europese               | Federale                          | Federale            | Vlaamse             | Vlaamse             | Provincieraads-     | Provincieraads- | Provincieraads-   | Provincieraads- | Gemeenteraads-  |

### Geschiedenis

#### Burgemeesters[3]
| Periode | Periode      | Burgemeester                                                   |
| ------- | ------------ | -------------------------------------------------------------- |
|         | 1800 - 1807  | L. Plottier                                                    |
|         | 1807 - 1838  | Philippe de Pret de ter Veken                                  |
|         | 1839 - 1846  | Theodoor Joz. Fr. de Sales Ghislain, baron Diert de Kerckwerve |
|         | 1846 - 1858  | Charles de Bosschaert                                          |
|         | 1868 - 1896  | Jean Saunier (Lib. Partij)                                     |
|         | 1897 - 1919  | Eugeen Van Nuffel (Kath.Partij)                                |
|         | 1919 - 1920  | Jos De Groof (Kath.Partij)                                     |
|         | 1921 - 1927  | Frans Huysmans (Kath. Verb.)                                   |
|         | 1927 - 1945  | Charles de Backer (Lib. Partij)                                |
|         | 1941 - 1942  | Frans Verhavert (BSP)                                          |
|         | 1942 - 1944  | Adolf Cauwenberghs (VNV)                                       |
|         | 1944 - 1945  | Charles de Backer (Lib. Partij)                                |
|         | 1945 - 1952  | Désiré Coppens (Lib. Partij)                                   |
|         | 1952 - 1976  | Frans Block (BSP)                                              |
|         | 1977 - 1982  | Adolf Vervliet (BSP)                                           |
|         | 1983 - 1988  | Jos De Hondt (PVV)                                             |
|         | 1989 - 1994  | Louis Van Tendeloo (PVV)                                       |
|         | 1995 - 2000  | Frans Cauwenberghs (CVP)                                       |
|         | 2001 - 2012  | Eddy De Herdt (sp.a)                                           |
|         | 2013 - heden | Luc Bouckaert (CD&V)                                           |

#### Legislatuur 2001-2006
De liberalen namen verdeeld aan de verkiezingen deel. Zo was er naast de VLD-kieslijst, de scheurlijst Gemeentebelangen van voormalig burgemeester Louis Van Tendeloo. Opvallend was dat deze partij het 'Charter voor de democratie' van Hand in Hand betreffende het cordon sanitaire rond het Vlaams Blok niet tekende.

#### Legislatuur 2013-2018

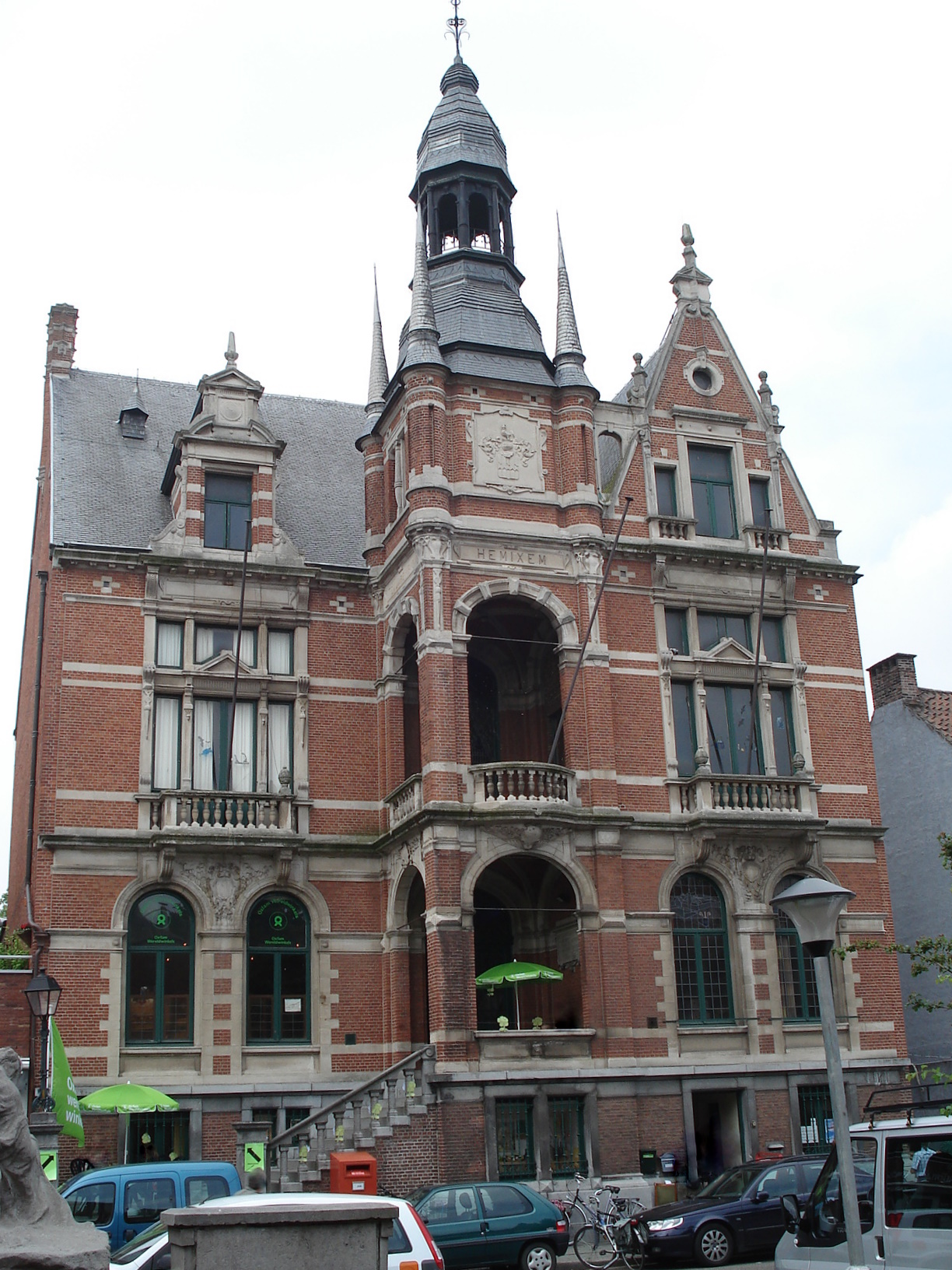
Oud-Gemeentehuis

Lijsttrekkers bij de verkiezingen van 2012 waren Cliff Mostien (Open Vld), Nele Cornelis (N-VA), Agnes Salden (Vl.Belang), Eddy De Herdt (sp.a), Luc Bouckaert (CD&V), Anthony Abbeloos (N-VH) en Dirk Tricot (PVDA). Groen kwam niet met een eigen kieslijst op, maar had met Jenne Meyvis (mede-organisator van het festival Casa Blanca) een kandidaat op de CD&V-lijst. Winnaars van de verkiezingen in Hemiksem waren N-VA (17,3% - 4 zetels), PVDA (3,14%, onvoldoende voor een zetel) en de N-VA-scheurlijst Nieuw Vlaams Hemiksem (N-VH) van voormalig OCMW-raadslid Anthony Abbeloos (7,07%, 1 zetel). Verliezer was voornamelijk het Vlaams Belang dat 11,46% (−3 zetels) minder stemmen kreeg en strandde op 10,31% (2 zetels). De traditionele partijen moesten elk een klein verlies incasseren, CD&V (−1,89%), Open Vld (−3,38%) en sp.a (−5,46%). CD&V behield hierdoor haar 7 zetels, Open Vld en sp.a moesten er elks een inleveren en gingen naar respectievelijk 1 en 6 raadsleden.
Stemmenkampioen was Luc Bouckaert (CD&V) met 1.031 voorkeurstemmen voor zittend burgemeester  Eddy De Herdt (sp.a, 988), Koen Scholiers (CD&V, 470), Nele Cornelis (N-VA, 348) en Hendrik Wastyn (sp.a, 317). Na de verkiezingen werd er een coalitie gesloten tussen CD&V en sp.a, die samen een meerderheid vormen met 13 op 21 zetels. Burgemeester is Luc Bouckaert (CD&V). Schepenen werden Kristien Vingerhoets, Levi Wastyn, Stefan Van Linden (allen sp.a), Koen Scholiers (CD&V) en Jenne Meyvis (Groen). OCMW-voorzitter werd Joris Wachters (CD&V) Tijdens de stemming over de samenstelling van het vast bureau van het OCMW werd door N-VA en Open Vld het cordon sanitaire doorbroken, beide partijen stemden voor Vlaams Belang-kandidate Agnes Salden.

#### Legislatuur 2019-2024
Burgemeester Luc Bouckaert leidt een meerderheid gevormd door CD&V-Groen en sp.a-waazienHgeire van 12 op 21 stemmen. De sp.a had zich voorheen opgesplitst in  sp.a-waazienHgeire en Hemiksem Vooruit.

#### Legislatuur 2024-2030
Luc Bouckaert (CD&V) bleef burgemeester. Zijn kartel CD&V/Groen/Open Vld vormde een coalitie met N-VA, goed voor 13 van de 23 zetels.

#### Resultaten gemeenteraadsverkiezingen sinds 1976
| Partij of kartel     | Partij of kartel                                    | 10-10-1976 | 10-10-1976 | 10-10-1982 | 10-10-1982 | 9-10-1988 | 9-10-1988 | 9-10-1994 | 9-10-1994 | 8-10-2000 | 8-10-2000 | 8-10-2006 | 8-10-2006 | 14-10-2012 | 14-10-2012 | 14-10-2018 | 14-10-2018 | 13-10-2024 | 13-10-2024 |
| Stemmen / Zetels     | Stemmen / Zetels                                    | %          | 21         | %          | 21         | %         | 21        | %         | 21        | %         | 21        | %         | 21        | %          | 21         | %          | 21         | %          | 23         |
| -------------------- | --------------------------------------------------- | ---------- | ---------- | ---------- | ---------- | --------- | --------- | --------- | --------- | --------- | --------- | --------- | --------- | ---------- | ---------- | ---------- | ---------- | ---------- | ---------- |
|                      | PVDA1/ PVDA+2                                       | 1,641      | 0          | 2,841      | 0          | 2,361     | 0         | 1,481     | 0         | -         |           | -         |           | 3,142      | 0          | 4,01       | 0          | -          |            |
|                      | SP1/ sp.a2/ sp.a-waazienHgeire3/ Vooruit4           | 44,911     | 11         | 41,391     | 10         | 41,91     | 10        | 31,941    | 8         | 28,091    | 7         | 30,702    | 7         | 25,242     | 6          | 14,23      | 3          | 21,74      | 5          |
|                      | Hemiksem Vooruit1/ SAMEN Hemiksem2                  | -          |            | -          |            | -         |           | -         |           | -         |           | -         |           | -          |            | 11,61      | 2          | 11,32      | 2          |
|                      | PVV1/ VLD2/ Open Vld3/ CD&V-Groen-Open VLDC         | 16,871     | 3          | 13,641     | 2          | 10,061    | 1         | 14,22     | 3         | 20,472    | 4         | 13,492    | 2         | 10,113     | 1          | 8,53       | 1          | 36,1C      | 9          |
|                      | Agalev1/ Groen!2/ CD&V-GroenB/ CD&V-Groen-Open VLDC | -          |            | -          |            | -         |           | 6,771     | 0         | 6,011     | 0         | 5,132     | 0         | 27,03B     | 7          | 33,5B      | 9          | 36,1C      | 9          |
|                      | CVP1/ CD&V+N-VAA/ CD&V-GroenB/ CD&V-Groen-Open VLDC | 32,021     | 7          | 38,161     | 9          | 41,271    | 10        | 30,41     | 7         | 24,231    | 6         | 28,92A    | 7         | 27,03B     | 7          | 33,5B      | 9          | 36,1C      | 9          |
|                      | VU1/ CD&V+N-VAA/ N-VA2                              | 4,551      | 0          | 3,971      | 0          | 4,411     | 0         | -         |           | -         |           | 28,92A    | 7         | 17,112     | 4          | 15,82      | 4          | 16,82      | 4          |
|                      | Vl.Blok1/ Vl.Belang-VLOTT2/ Vl.Belang3              | -          |            | -          |            | -         |           | 13,811    | 3         | 18,351    | 4         | 21,772    | 5         | 10,313     | 2          | 12,43      | 2          | 14,13      | 3          |
|                      | N-VH                                                | -          |            | -          |            | -         |           | -         |           | -         |           | -         |           | 7,07       | 1          | -          |            | -          |            |
|                      | G.B.                                                | -          |            | -          |            | -         |           | -         |           | 2,85      | 0         | -         |           | -          |            | -          |            | -          |            |
|                      | PAKLEM                                              | -          |            | -          |            | -         |           | 1,4       | 0         | -         |           | -         |           | -          |            | -          |            | -          |            |
| Totaal stemmen       | Totaal stemmen                                      | 7496       | 7496       | 7502       | 7502       | 7100      | 7100      | 6822      | 6822      | 6703      | 6703      | 7195      | 7195      | 7379       | 7379       | 7795       | 7795       | 5069       | 5069       |
| Opkomst %            | Opkomst %                                           |            |            |            |            | 96,21     | 96,21     | 93,3      | 93,3      | 93,27     | 93,27     | 94,53     | 94,53     | 91,64      | 91,64      | 92,3       | 92,3       | 57,2       | 57,2       |
| Blanco en ongeldig % | Blanco en ongeldig %                                | 3,31       | 3,31       | 3,87       | 3,87       | 3,96      | 3,96      | 5,78      | 5,78      | 3,71      | 3,71      | 2,82      | 2,82      | 3,53       | 3,53       | 2,6        | 2,6        | 0,7        | 0,7        |

Het aantal zetels van de gevormde meerderheid wordt in het witte gedeelte vet weergegeven. De grootste partij staat in kleur.

## Cultuur

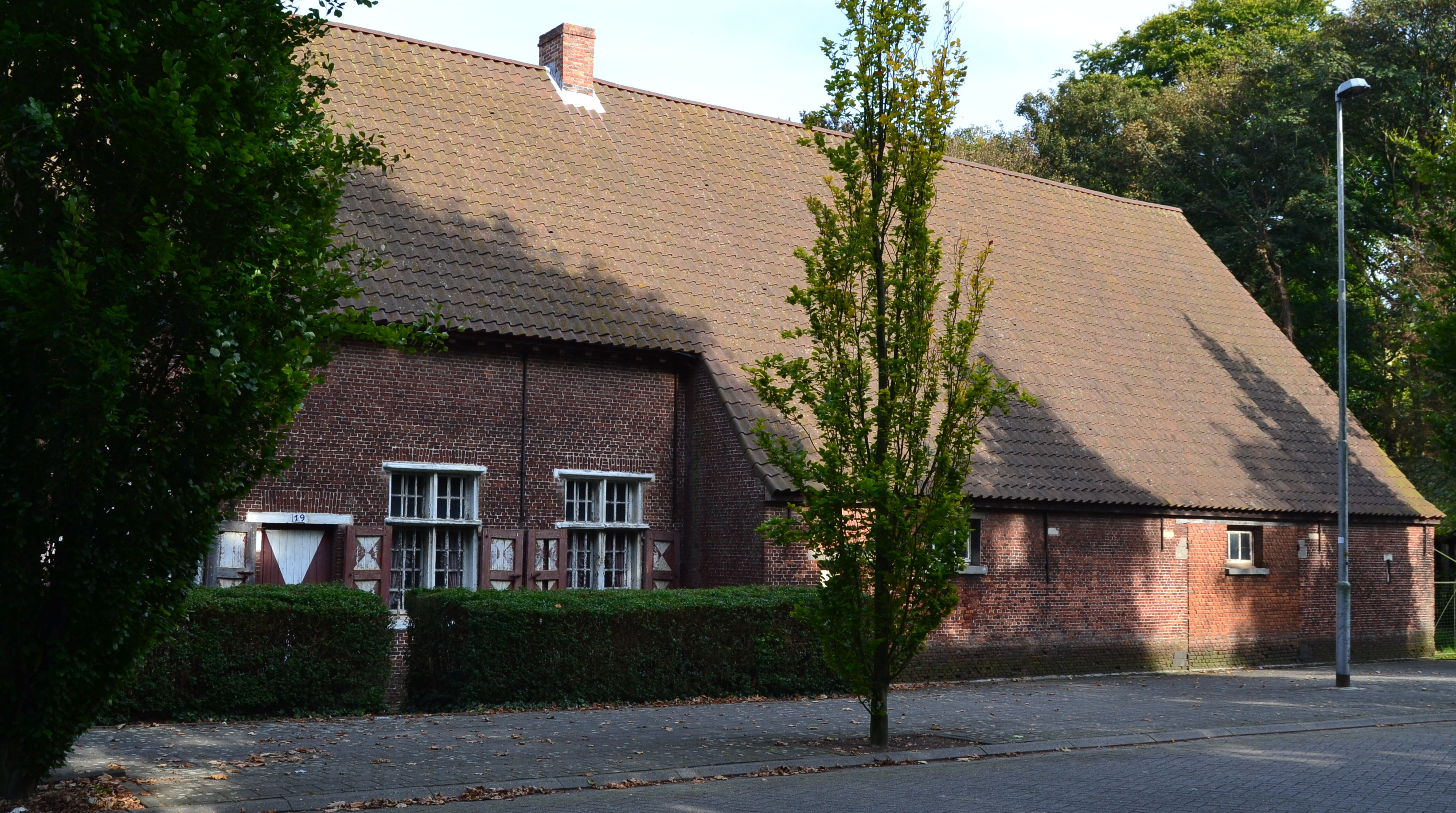
Hoeve in de Assestraat

### Evenementen
Tussen 2004 en 2013 werd in de schaduw van de abdij het muziekfestival Casa Blanca georganiseerd. Dat festival groeide in tien jaar uit tot een gevestigde waarde met meer dan 80.000 bezoekers. Omdat het festival te bekend en te groots werd, werd het stopgezet, de laatste editie van Casa Blanca werd in 2013 gehouden. In 2014 en 2015 was er een kleinere versie Casa Blanca Classic.

## Mobiliteit

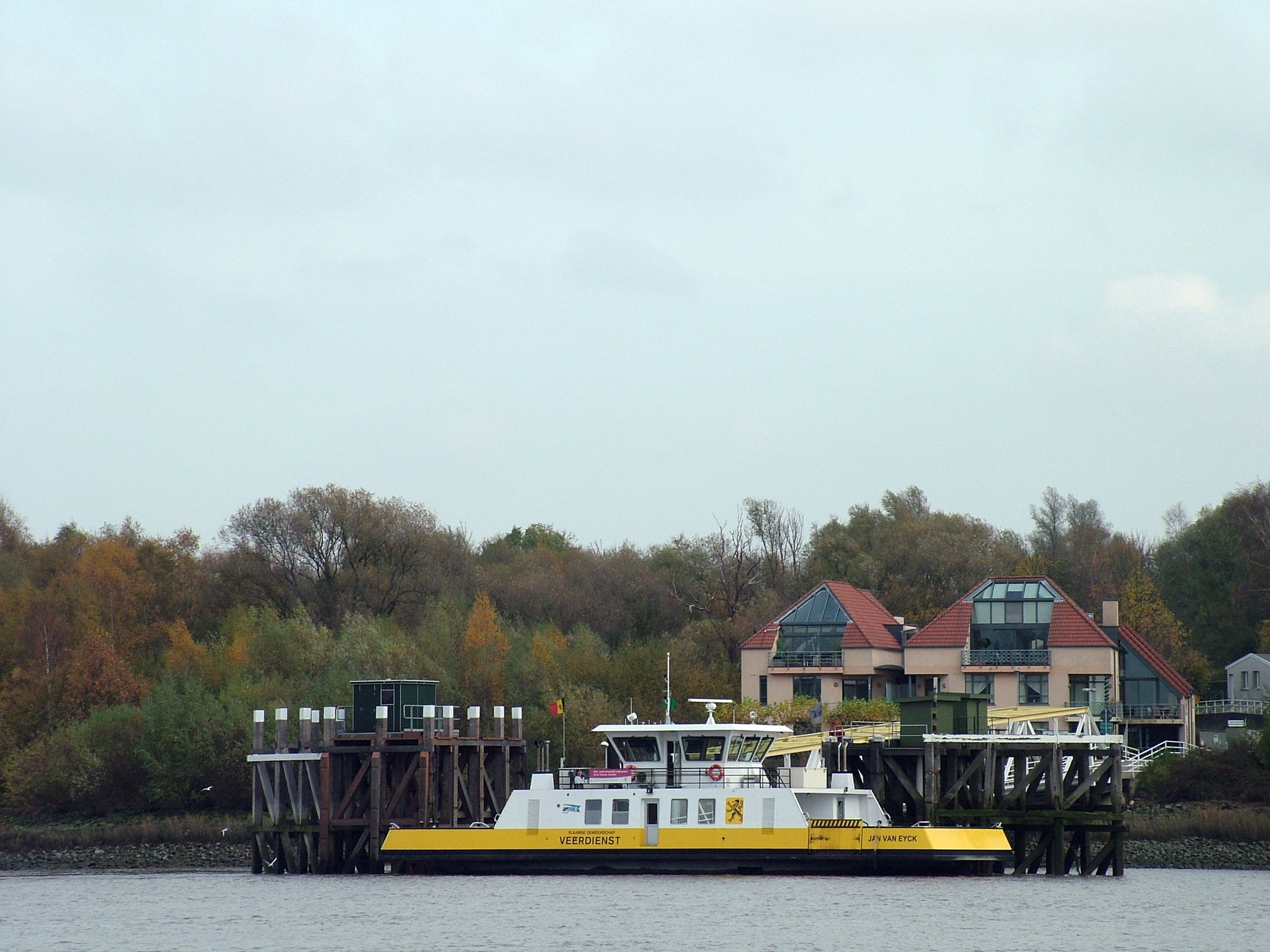
Veerdienst Bazel-Hemiksem, gezicht vanaf de oever te Bazel richting Hemiksem

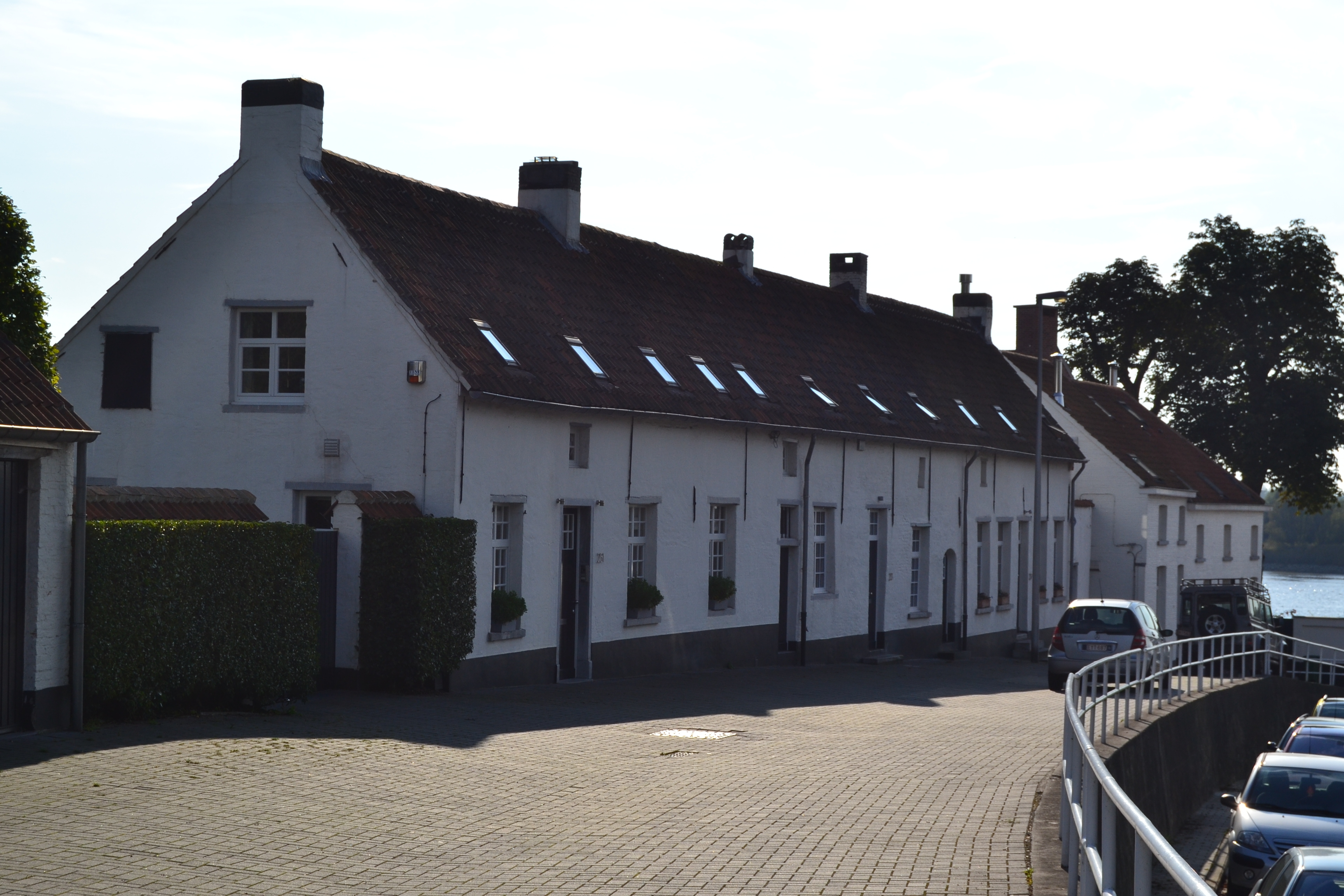
arbeiderswoningen in de Callebeekstraat

### Openbaar vervoer

#### Spoorwegen
Hemiksem had voor de sluiting in 1984 aan spoorlijn 52 ook twee stations, waarvan Hemiksem-Werkplaatsen in het noorden en Hemiksem in het zuiden van de gemeente lag. Enkel het zuidelijke station werd in 1988 heropend.

#### Bus
Bus 14 van de Antwerpse stadsbus en de streeklijnen 133, 290, 295 en 298 bieden een verbinding met het zuiden van Antwerpen en andere omliggende plaatsen.

#### Veerdienst
In Hemiksem kunnen voetgangers en fietsers het fiets- en voetveer nemen over de Schelde naar Bazel, deelgemeente van Kruibeke. Deze veerdienst bestaat reeds sinds de 13de eeuw.

#### Waterbus
Sinds 1 juli 2017 kan men ook met de boot naar Antwerpen. De waterbus vaart van de veerdienst in Hemiksem tot aan het Steen in Antwerpen. Onderweg is er een tussenstop aan de veerkade in Kruibeke.

## Onderwijs
Er zijn drie lagere scholen in Hemiksem. Er zijn geen secundaire scholen.
- Gemeentelijke Basisschool Het Klaverbos (Jan Sanderslaan)
- Gemeentelijke Basisschool De Regenboog (Provinciale Steenweg)
- Vrije Basisschool De Zonnekesschool (Heiligstraat en Lindelei)

Academie HSN is een academie voor deeltijds kunstonderwijs (muziek, woord en dans) in Hemiksem, Schelle en Niel en Aartselaar

## Bekende inwoners
Bekende personen die geboren of woonachtig zijn of waren in Hemiksem of een andere significante band met de gemeente hebben:
- Maxime Biset, voetballer
- Chris Cauwenberghs, acteur
- Frans Cauwenberghs, politicus
- Matthias Casse, judoka (ereburger)
- Jade De Winter, influencer
- Margot Hallemans, actrice
- Lucien Hanswijk, atleet
- Roger Ilegems, baanwielrenner (ereburger)
- Willy "Rupske" Lauwers, wielrenner
- Joseph Roelants, kunstenaar
- Antoon, bastaard van Brabant, ridder en eigenaar van Kasteel Hemiksemhof
- Jan Sanders van Hemessen, schilder
- Maria Isabella Josepha van Horne, adellijke juffrouw en geldschieter
- Jules Van Nuffel, componist en koordirigent
- Ingrid Verbruggen, atlete (ereburger)
- Pascal Vyncke, auteur en stichter SeniorenNet
- Jan Van der Aa, kunstenaar, schilder, cartoonist (Punt)

## Galerij

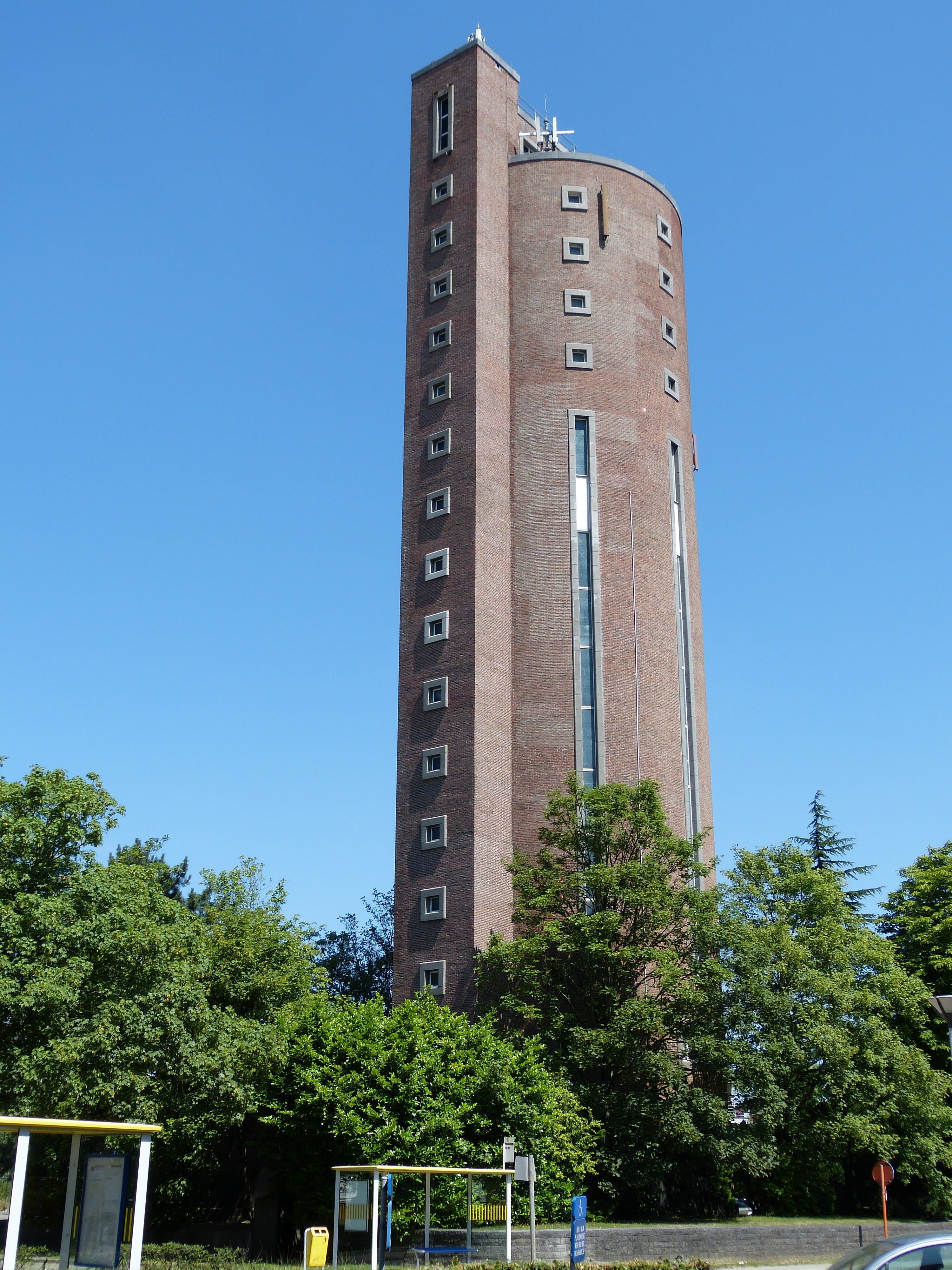
Watertoren in de Bouwerijstraat
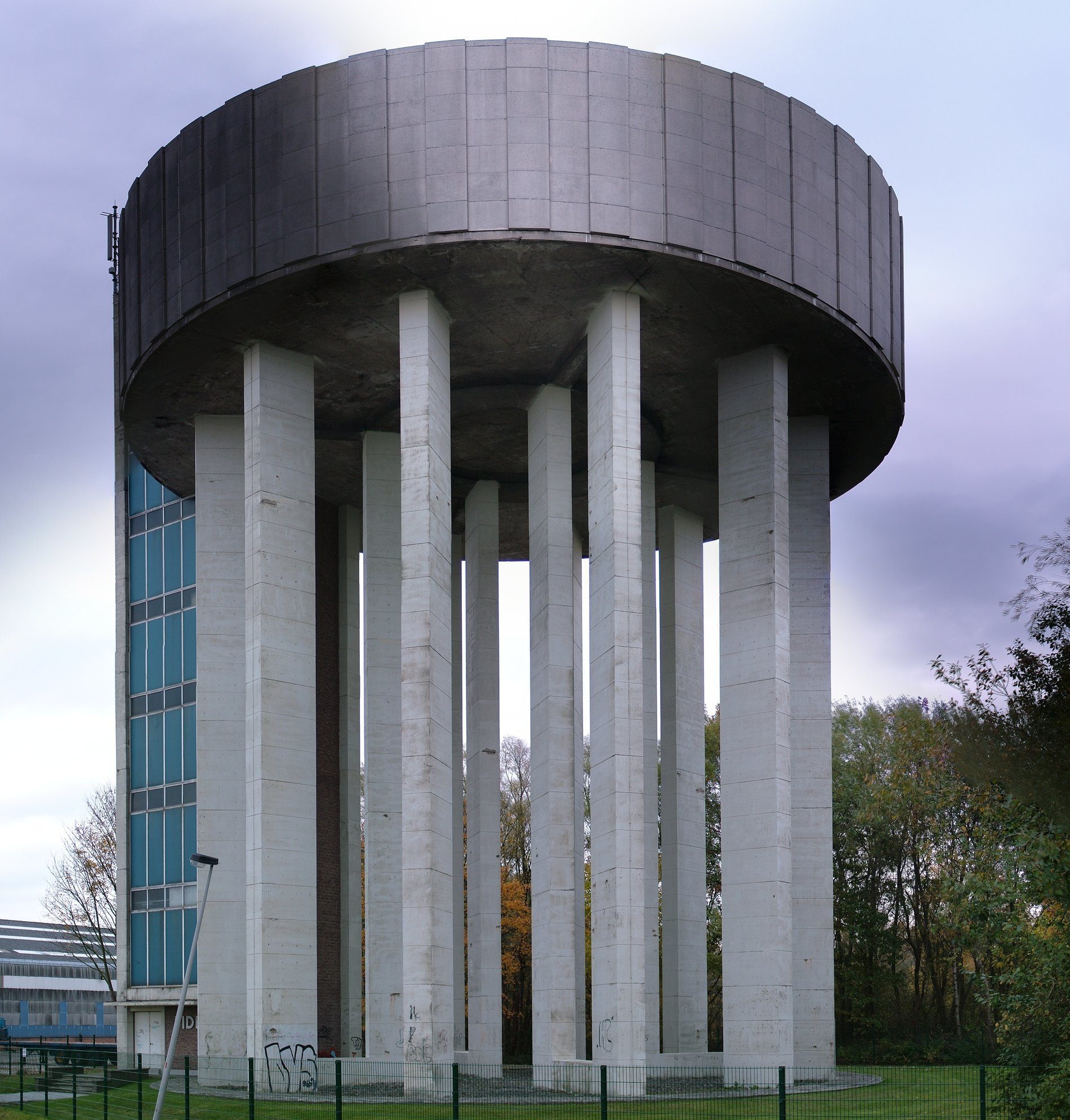
De Pidpa watertoren
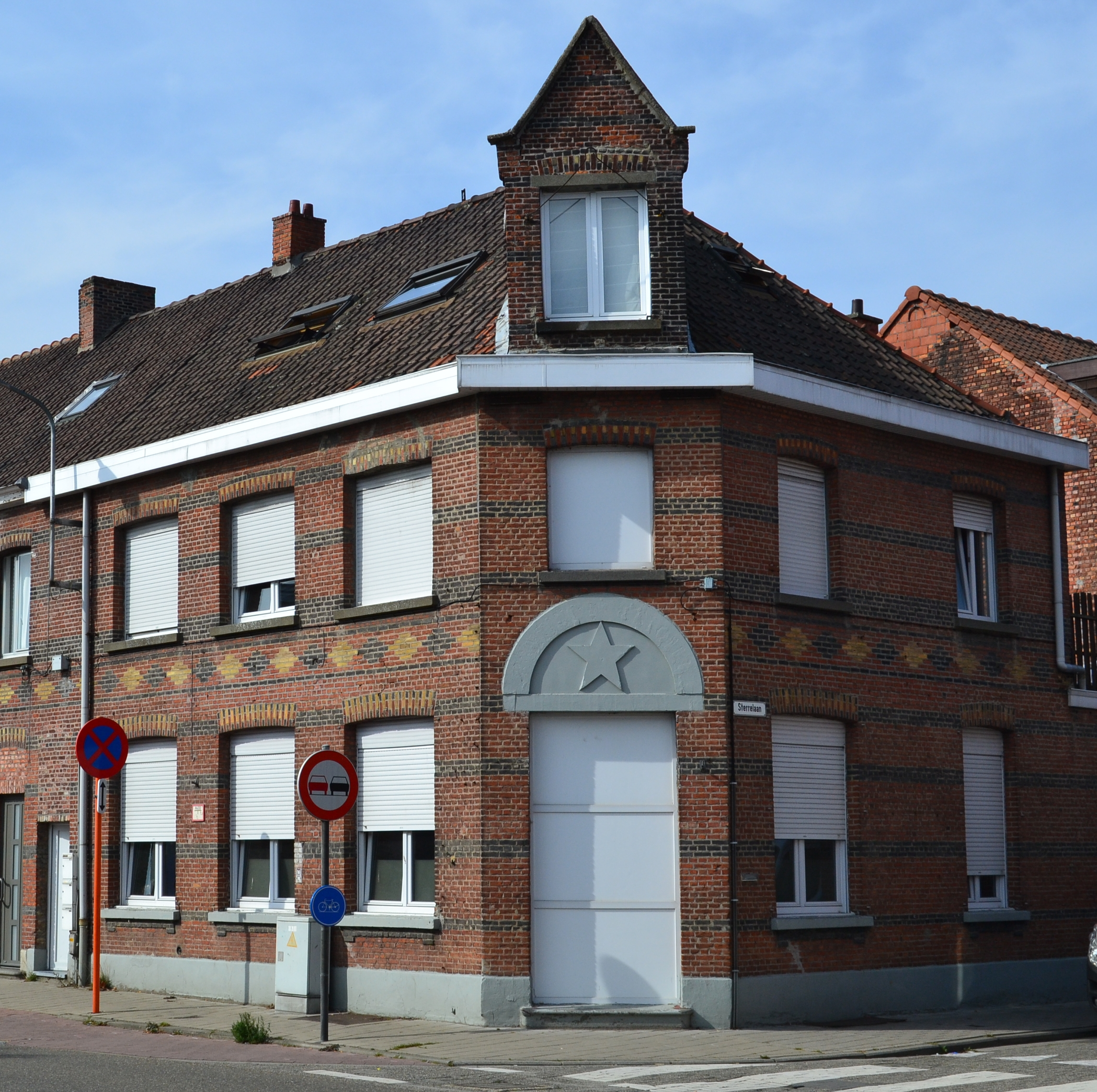
Sterrenlaan in Hemiksem
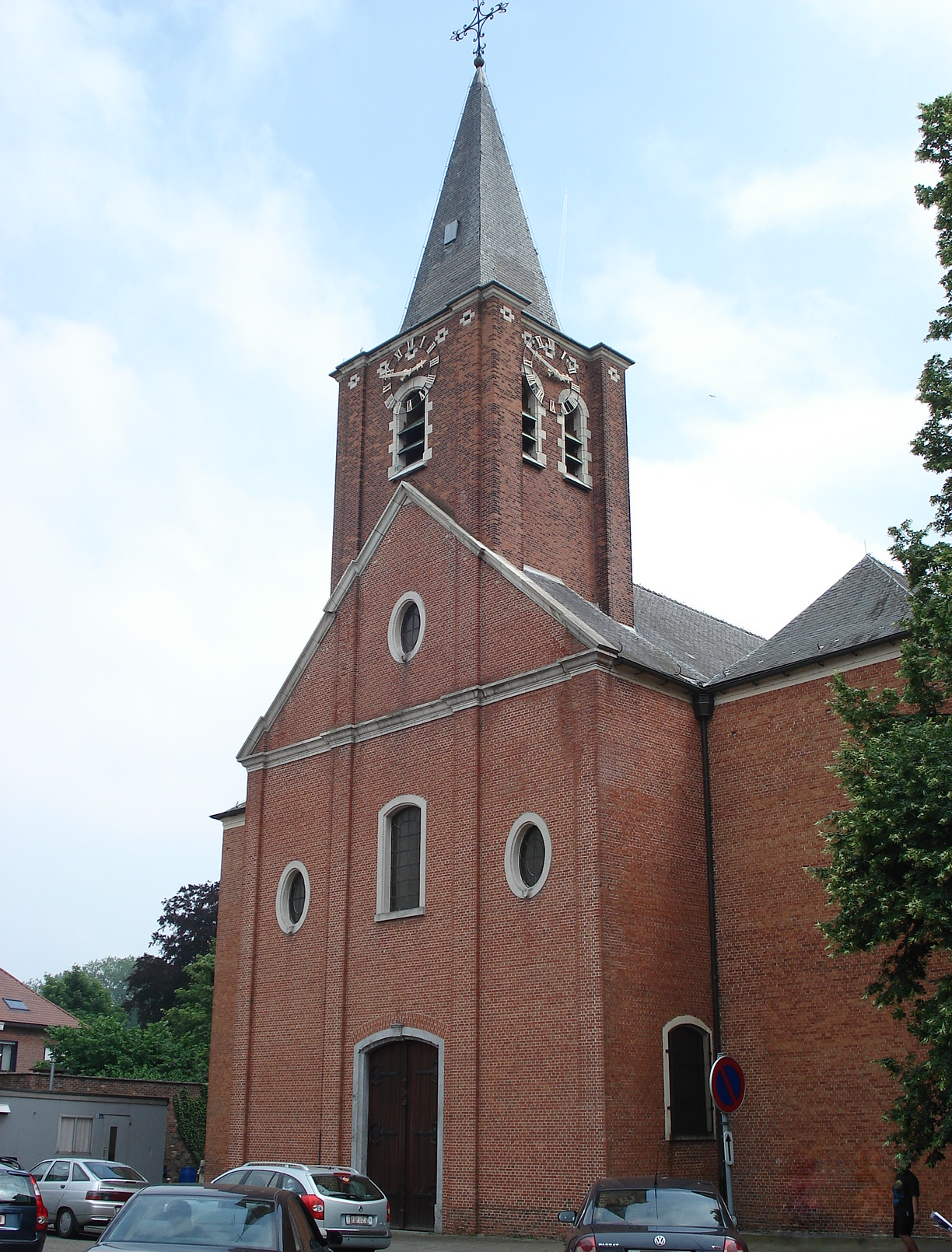
Sint-Niklaaskerk
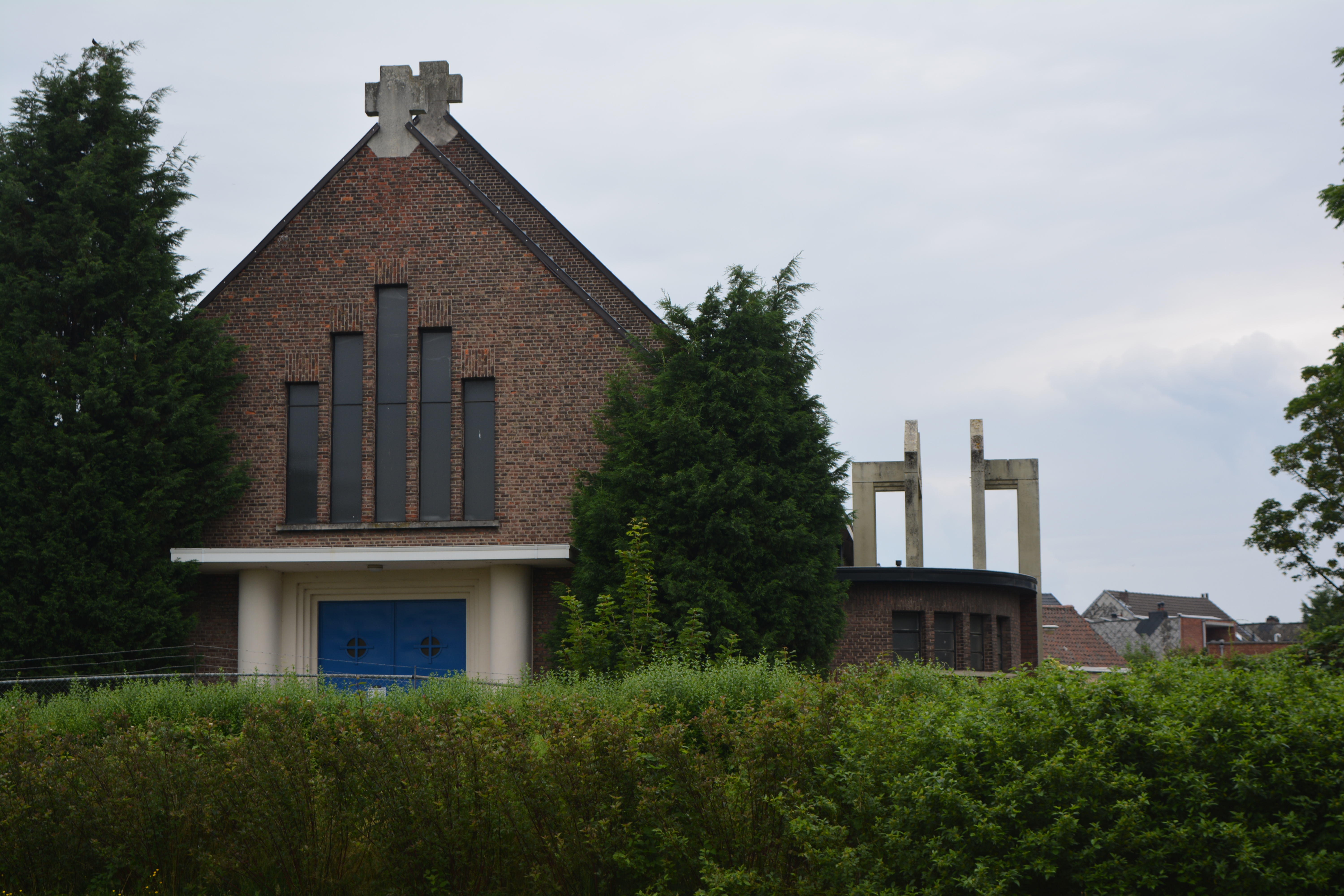
Onze-Lieve-Vrouw Onbevlektkerk
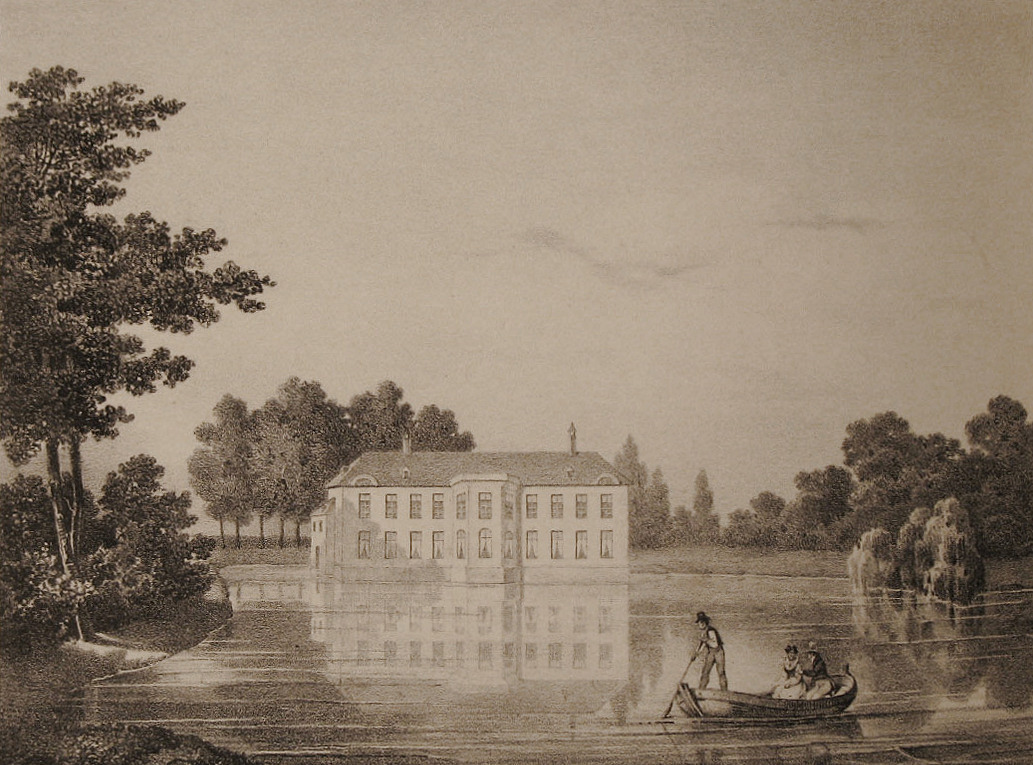
Hemiksemhof
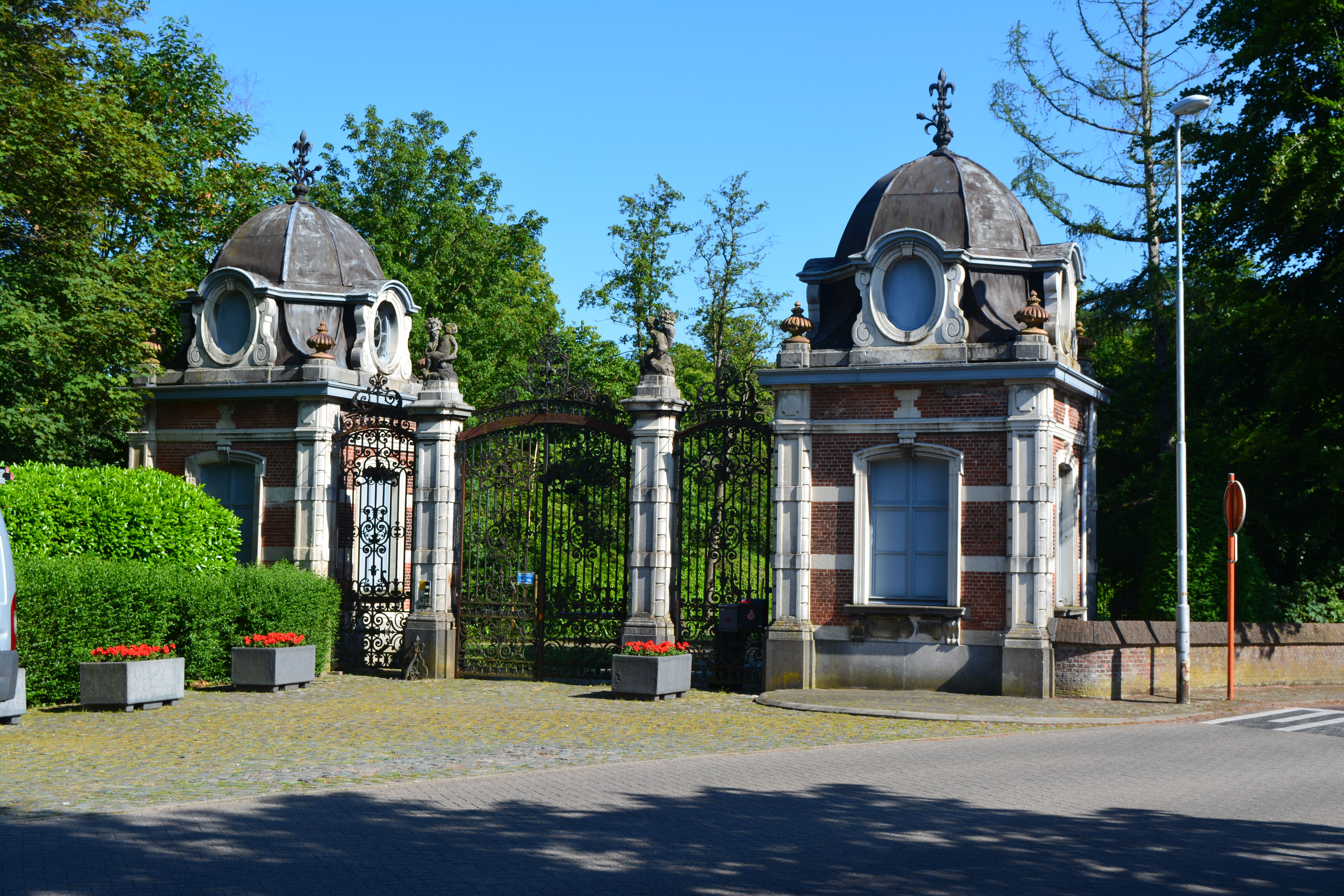
Toegang Hemiksemhof
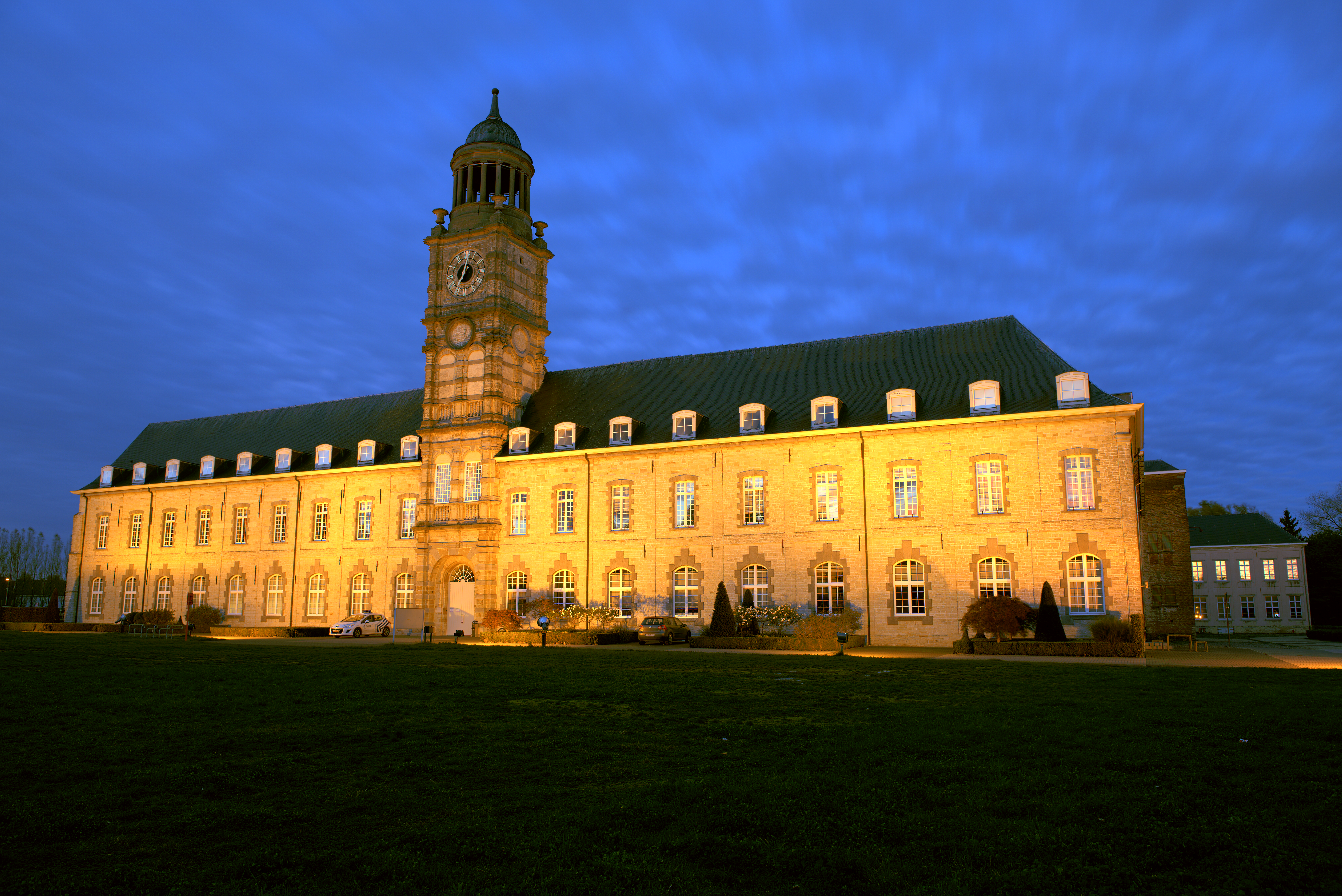
Sint-Bernardusabdij tijdens het blauwe uur

## Nabijgelegen kernen
Schelle, Aartselaar, Hoboken, Bazel (veer)